# (38610) 2000 AU45
2000 AU45 (asteroide 38610) é um asteroide troiano de Júpiter. Possui uma excentricidade de 0.01279620 e uma inclinação de 14.06937º.
Este asteroide foi descoberto no dia 3 de janeiro de 2000 por LINEAR em Socorro.